# Rännilen 10

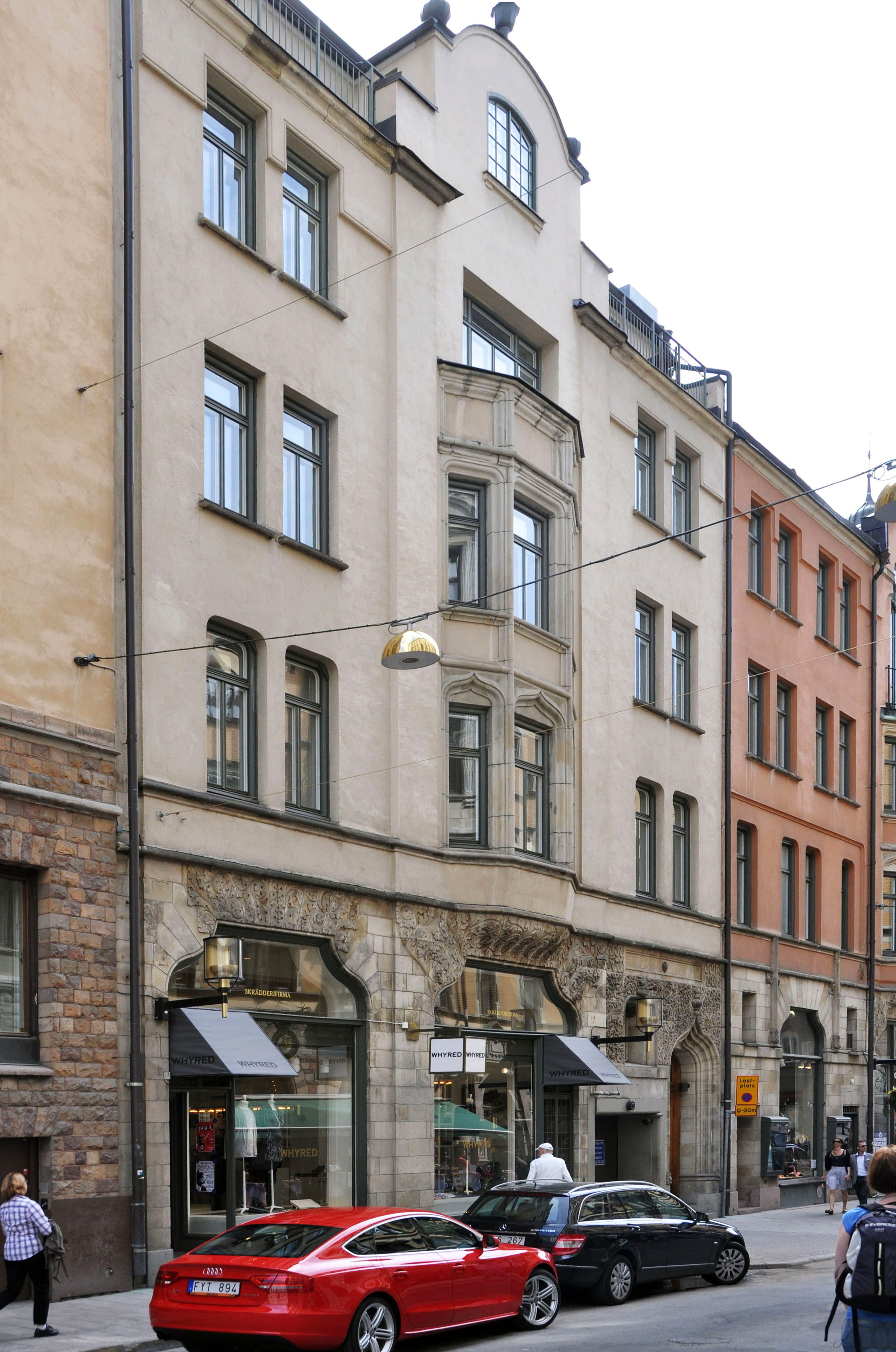
Rännilen 10, fasad mot Mäster Samuelsgatan 3, juni 2010.

Rännilen 10 (senare även känd som Rännilen 17) är en kulturhistoriskt värdefull fastighet i kvarteret Rännilen vid Mäster Samuelsgatan 3 på Norrmalm i Stockholm. Byggnaden uppfördes som bostads- och affärshus 1899–1900 efter ritningar av arkitekt Hagström & Ekman. Fastigheten ägs sedan 1939 av fastighetsbolaget Hufvudstaden och är grönmärkt av Stadsmuseet i Stockholm vilket innebär att den bedöms vara "särskilt värdefull från historisk, kulturhistorisk, miljömässig eller konstnärlig synpunkt".

## Kvarteret

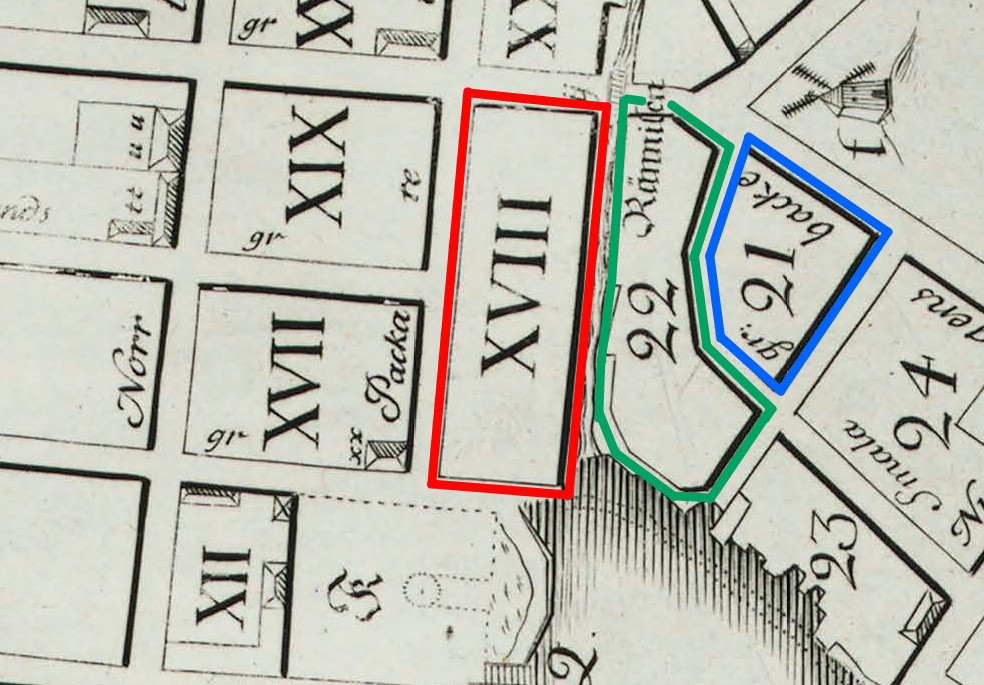
Kvarteret Rännilen (22) och Pumpstocken (XVIII), 1733.

Kvartersnamnet Rännilen är känt från Petrus Tillaeus karta från 1733 där det har nummer 22 och hörde till Ladugårdslandet (dagens Östermalm). Namnet härrör från vattendraget Rännilen som rann förbi direkt väster om kvarteret och bildade gränsen mellan Norrmalm och Ladugårdslandet. På 1600-talet var trakten där kvarteret nu ligger fortfarande en del av Ladugårdslandsviken. Genom landhöjningen och utfyllnader förvandlades området till tomtmark, men allt som byggdes här fick grundförstärkas med rustbäddar, pålar och stockar vilka har påträffats vid utgrävningar.
När Birger Jarlsgatans södra del stadsplanerades 1878 drogs gatan rakt över kvarterets äldre bebyggelse. Då försvann kvarteret för att återuppstå igen på Norrmalmssidan och som södra delen av kvarteret Pumpstocken. Till en början delades kvarteret i sju tomter. Nuvarande fastigheten Rännilen 10 består av de tidigare fastigheterna Pumpstocken III och IV. Därefter har fastighetsbeteckningarna ändrats några gånger. Efter fastighetsregleringar åren 1987 och 2005 består kvarteret av fyra fastigheter: 8, 11, 18 och 19. Under Rännilen 19 finns även Rännilen 10 och 15. I och med köpet av Rännilen 15 (Smålandsgatan 12) år 2007 äger fastighetsbolaget Hufvudstaden hela kvarteret Rännilen, som ligger inom Biblioteksgatans så kallade Gyllene triangel.

## Byggnad

### Exteriör

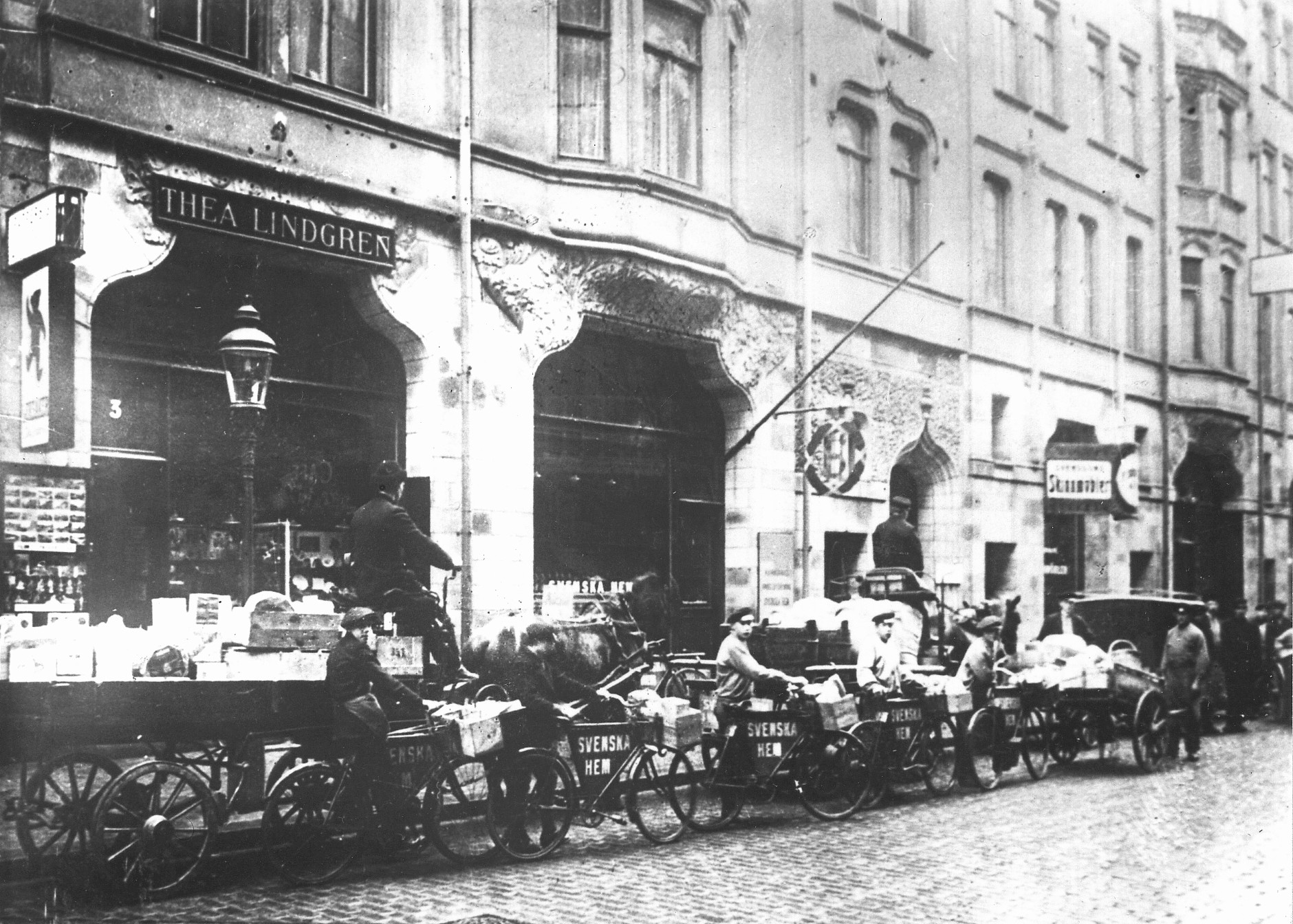
Utanför Svenska hems butik 1910.

Rännilen 10 uppfördes som påkostat affärs- och bostadshus på Mäster Samuelsgatan 3 och stod färdig år 1900. Fastighetsägare och byggherre var ingenjören J.A. Ångman som anlitade arkitektkontoret Hagström & Ekman att gestalta huset och byggmästaren Carl Cederström att uppföra det. Hagström & Ekman ritade en påkostad jugendbyggnad med hel källare och fyra våningar. Exteriören anknyter till grannbyggnaden Rännilen 11 (Mäster Samuelsgatan 5), som byggdes samtidigt och också ritades av Hagström & Ekman dock med en annan byggherre. 
I höjd med bottenvåningen kläddes fasaden i ljus sandsten med rik och sirlig blomsterornamentik. Däröver utfördes ytan av terrasitputs. Huvudentréns spetsbåge för tanken till orientalisk eller venetiansk arkitektur. Fasadens mitt gestaltades något framspringande med ett burspråk som sträcker sig över första och andra våningen och avslutas med en balkong. Arrangemanget kröns ovanför taklisten med en rundad, av tre urnor smyckad fronton. 1910 påbyggdes den västra gårdsflygeln och 1922 inreddes vindsvåningen.

### Interiör

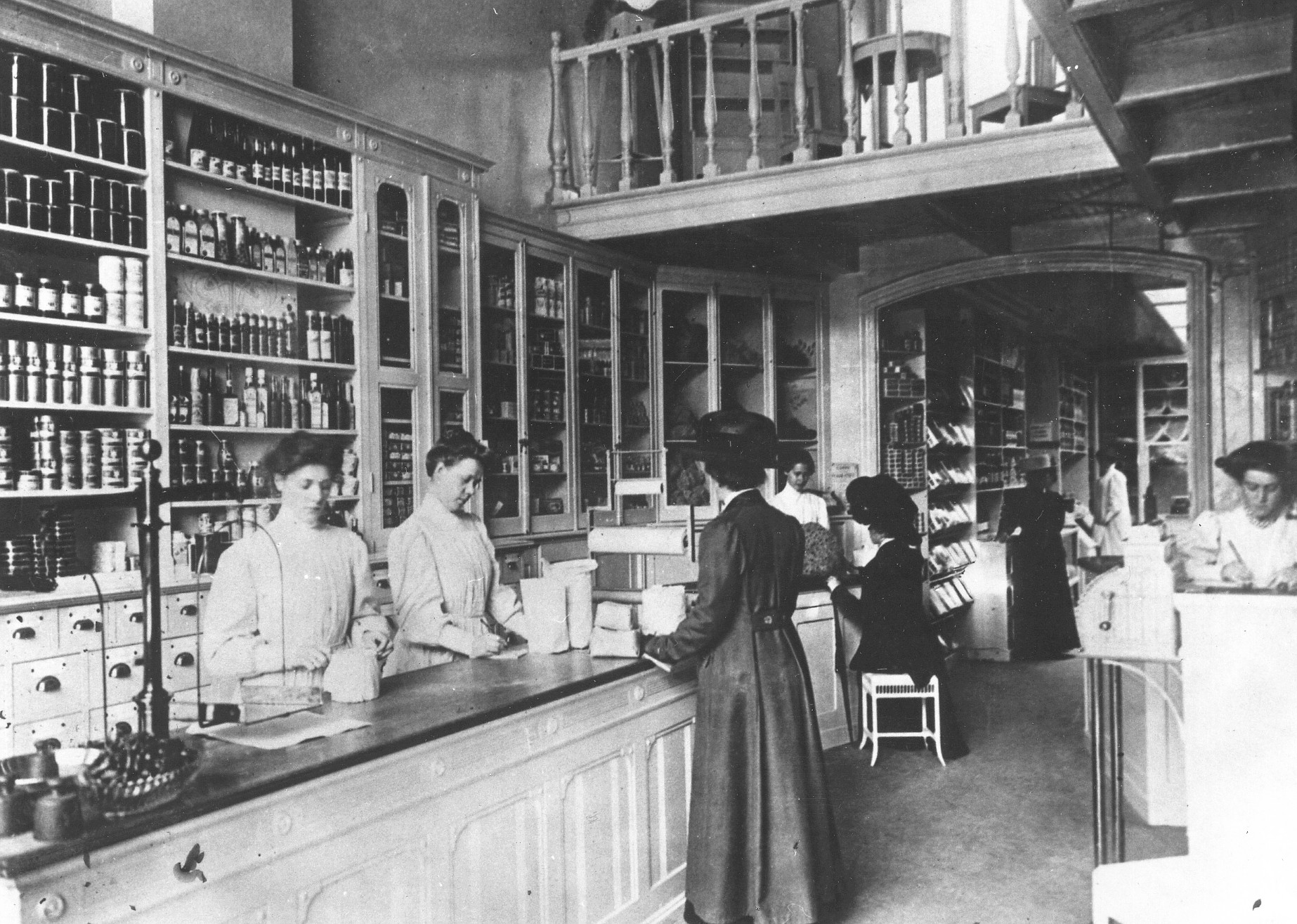
Svenska hems butik cirka 1910.

Via en ekportal med sniderier och ett välvt, glasat överljus når man entréhallen. Där vidtar golv och trappa av vit marmor, väggpanel (nedre planet) av röd-, grön- och svartmarmorerad stucco lustro och däröver vit stucco lustro. Huvudtrappans steg är utförda av vit marmor, fönstren har blyspröjsade rutor med delvis färgat glas och målad blomsterdekor. I trappspindeln sitter den ursprungliga hissen med en dekorativt utformad hissfront i trä.
Vid färdigställandet år 1900 låg på varje våningsplan en enda lägenhet om sex rum och kök samt tillhörande jungfrukammare, serveringsgång och stor entréhall. Lägenheternas stora sal låg bakom burspråket. Bottenvåningen inrymde butikslokaler. Bland de första som hyrde en av bottenvåningens lokaler fanns konsumentföreningen Svenska hem. Den andra lokalen innehades av körsnären Carl E. Lindgren som även under många år var bosatt i lägenheten på två trappor. I hans bostad fanns en rik utsmyckning i jugendmotiv som exempelvis stuckaturer i form av tallkottar och kakelugnar bemålade med gröna orkidéer. Idag är samtliga lägenheter kontoriserade.

### Nutida bilder

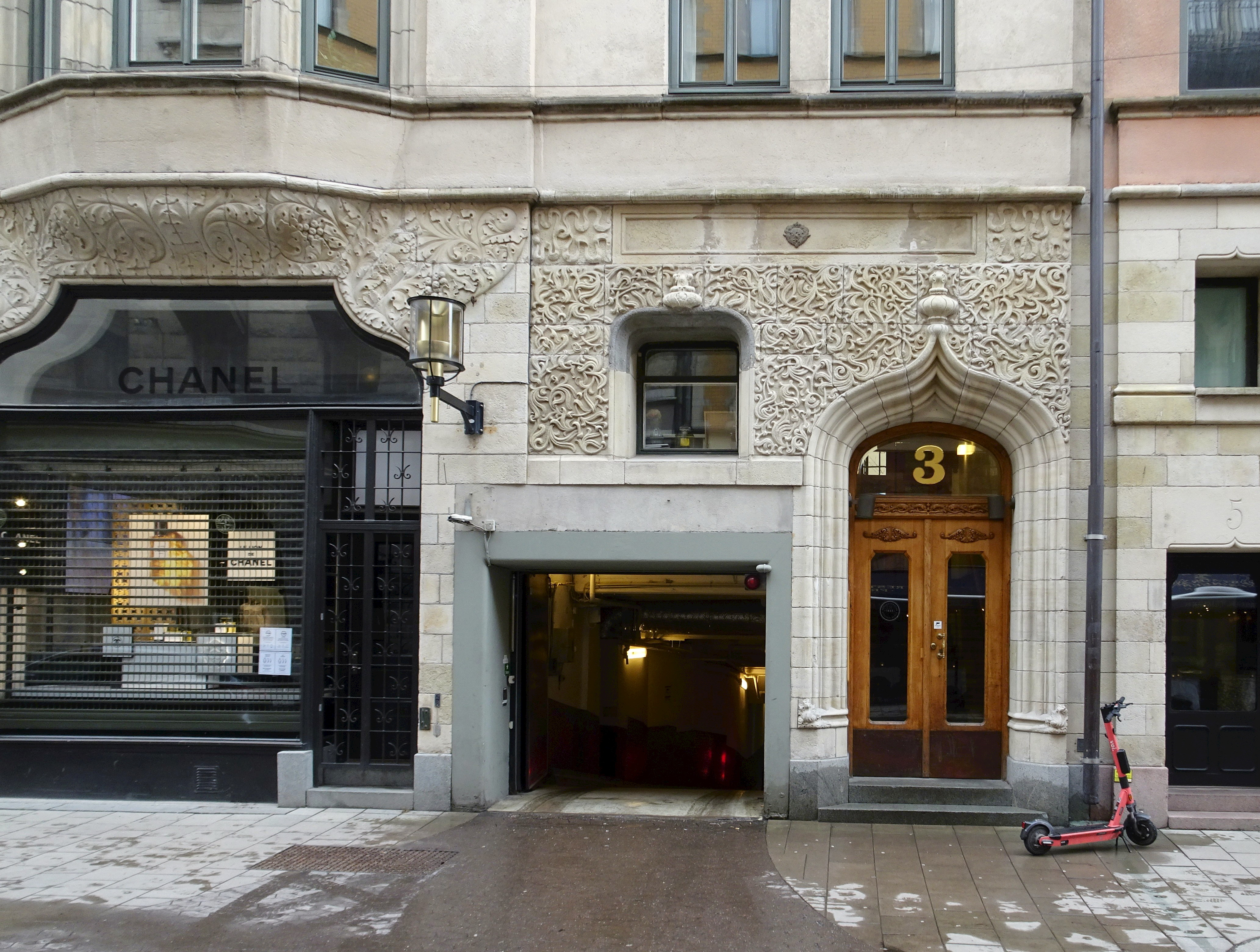
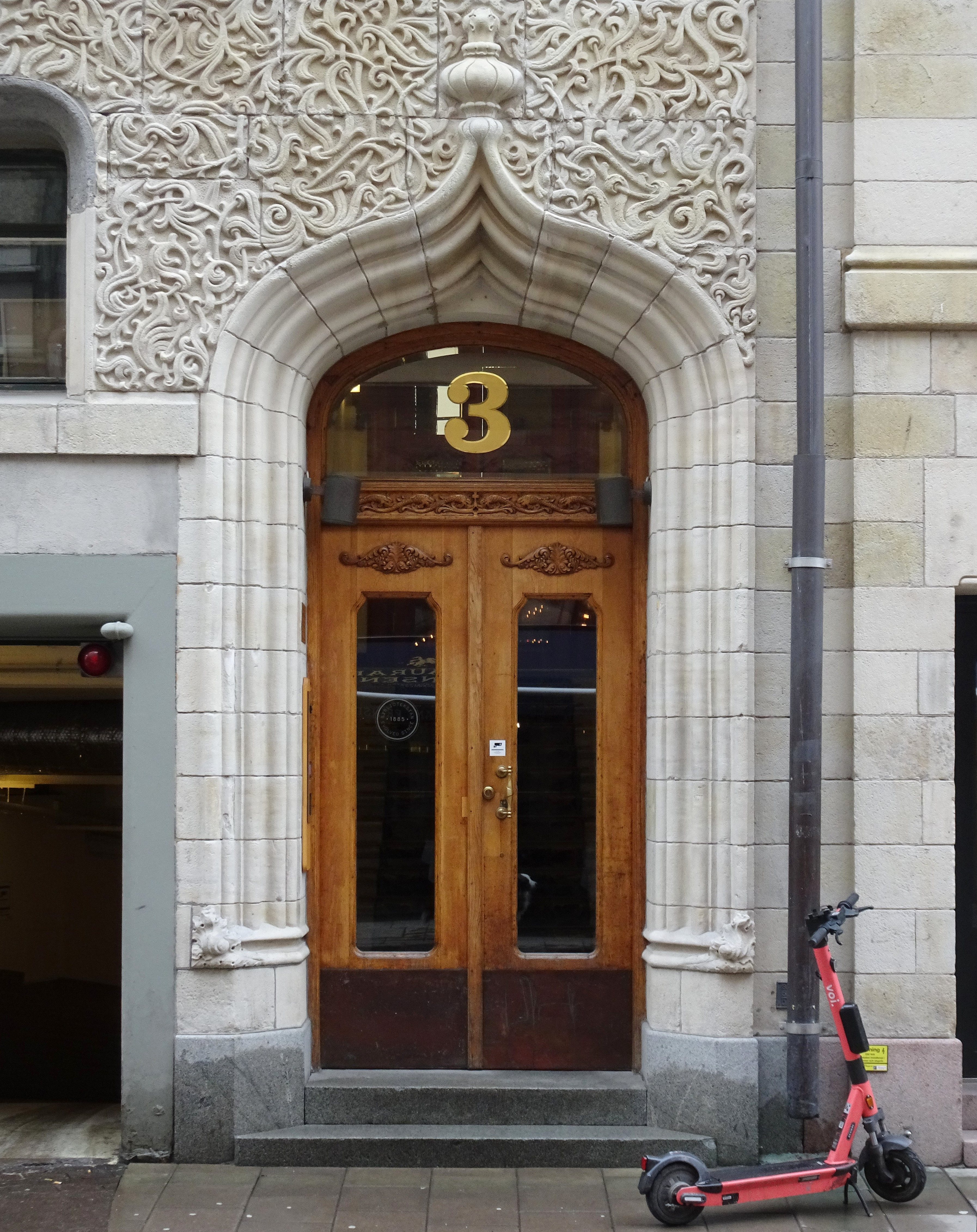
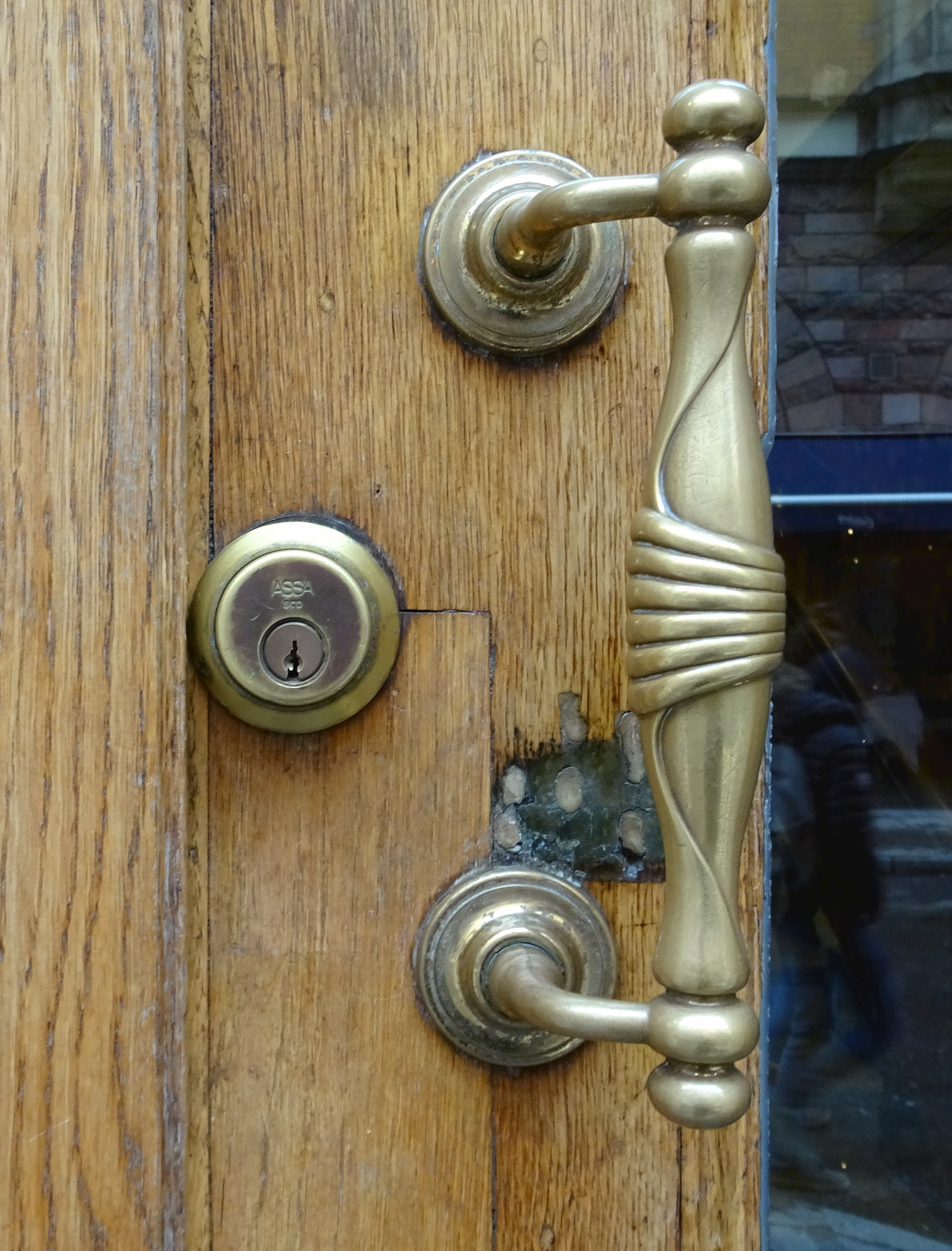
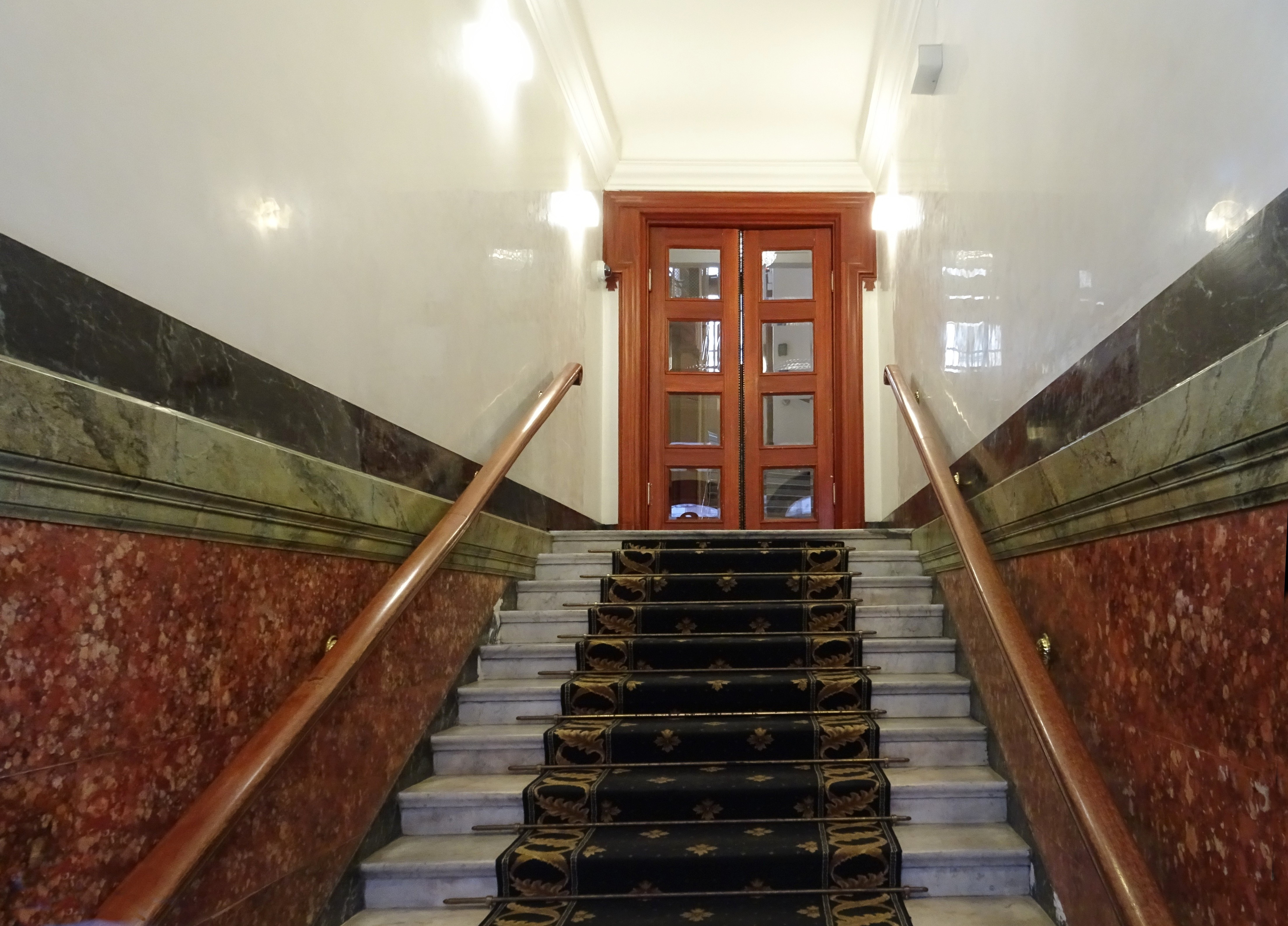